# 坂口惣五郎
坂口 惣五郎（さかぐち そうごろう、1870年12月25日〈明治3年11月4日〉 - 1939年〈昭和14年〉3月17日）は、日本の政治家、実業家、地主。米子市会議員。カギさ醤油醸造元坂口商店取締役社長。族籍は鳥取県平民。

## 経歴
鳥取県西伯郡米子町大字尾高町（現・米子市尾高町）出身。木綿商・坂口平吉郎の四男。生家は木綿問屋。1902年、兄・平兵衛方より分家をする。
会社の重役であり、坂口商店代表取締役、大谷オフセット社長、米子家畜市場、日本製絲、山陰水産、米子電車軌道、米子製鋼所各取締役、米子電車軌道、博愛病院各監査役、有限責任米子信用組合第二代組合長などをつとめる。
1907年から1911年まで米子町収入役をつとめる。1915年に西伯郡会議員に当選し1919年に退職する。
町会及び市会議員として自治振興に尽瘁する。多年学務委員を兼ね教育設備の進歩改善を図る。1934年、米子市功労者旌表規定により、市会の議決を経て功労章及び木盃一組を贈られ、その功労を表彰される。
病気療養中のところ薬石効なく1939年3月17日に米子市久米町の自宅で死去した。葬儀は19日午後1時から4時までに心光寺において告別式が執行されたが、業界関係者多数の参列があり盛儀であった。

## 人物
実業家坂口平兵衛の弟、坂口豊蔵の兄。坂口二郎は兄・坂口平兵衛の娘の夫である。
鳥取県在籍で、住所は米子市久米町、同市尾高町。

## 家族・親族
坂口家
- 妻（1872年 - ?、鳥取、稲田喜重郎の二女）[5][8]
- 庶子・正一（1909年 - ?、生母は大阪の赤尾ミネ[8]、会社重役[注 3]） - 1933年 、明治大学政治経済学部を卒業する[18]。米子銀行に勤務する[6]。1939年、家督を相続する[6]。
  - 同妻・静子（1915年 - ?、鳥取、後藤美隆の三女）[5]
- 庶子・波子（1910年 - ?、養子・精の妻[5]、生母は大阪の赤尾ミネ[8]）
- 養子・精[6]（1907年 - 1989年[19]、娘波子の夫[5]、岩田助太郎の五男[20]、日本専売公社理事・生産部長[19]、三井物産技術顧問[21]）
- 孫[6]

親戚
- 稲田藤治郎（醸造業稲田家の7代目、衆議院議員、米子製鋼所取締役）[22]
- 稲田秀太郎（稲田家の6代目、合名会社稲田本店代表社員）